# Ricardo Defarges
Ricardo Defarges (Barcelona, 18 de marzo de 1933 - Madrid, 13 de septiembre de 2013) fue un poeta español de la Generación de los 50.
Estudió Derecho en Valencia y Filosofía y Letras en Madrid, donde falleció. Como poeta pertenece a la llamada "Generación de los 50" y se inspira en el simbolismo y en la metapoesía.

## Obras
- El arbusto, M., Col. Adonais, 1963.
- Poesía (1956-1973), M., Ínsula, 1974.
- Del tiempo extraño (1974-1979), Valencia, Septimoniau, 1979.
- Antología poética, Los libros de la frontera, 1985.
- Con la luz que declina, Valencia, Pre-Textos, 1991.
- A cuenta de la noche, Valencia, Pre-Textos, 1997.
- La poesía religiosa de A. E. Housman (1990)